# Gesneria calycosa
Gesneria calycosa är en tvåhjärtbladig växtart som först beskrevs av William Jackson Hooker, och fick sitt nu gällande namn av Carl Ernst Otto Kuntze. Gesneria calycosa ingår i släktet Gesneria och familjen Gesneriaceae. Inga underarter finns listade i Catalogue of Life.